# Honduras
Honduras er et land i centralamerika med grænser mod nord til Guatemala, mod sydvest til El Salvador, mod syd til Nicaragua, mod vest ligger Stillehavet og mod øst den Honduranske Golf og det Caribiske Hav. Belize (tidligere "Britisk Honduras") er omkring 75 km væk, på tværs af den Honduranske Bugt, hvor de to lande ligger tættest på hinanden.
Landets hovedstad hedder Tegucigalpa.

## Historie
Uddybende artikel: Honduras historie
Som en del af Spaniens store rige i den nye verden, blev Honduras en stat i Mellemamerikas Forenede Provinser i 1821 og blev en uafhængig republik ved unionens opløsning i 1840.
Efter 25 år, hvor landet det meste af tiden var under militær ledelse, kom en frit valgt civil regering til magten i 1982. I 1980'erne viste Honduras sig at være et fristed for anti-sandinistiske contraer der bekæmpede Nicaraguas regering, samt var allierede
med El Salvadors regeringsstyrker, der kæmpede mod venstreorienterede guerillaer.
I 1998 raserede orkanen Mitch landet. Den førte til store tab af menneskeliv og betydelige ødelæggelser af infrastruktur og produktionsudstyr.

## Økonomi og handel
Honduras kæmper med et stort underskud i sin udenrigshandel. Vigtige eksportvarer er kaffe, bananer og skaldyr. Ellers udføres der tømmer, køb, sukker, bly og sink. Importen omfatter færdigvarer, kemikalier, drivstof, maskiner, transportudstyr, og madvarer. Vigtige handelspartnere er USA, Tyskland, Guatemala og Japan. USA er Honduras' klart vigtigste handelspartner, med 54% af landets eksport, og 42% af importen.
Med et Human Development Index på 0,732 er Honduras det næstfattigste land i Mellemamerika. I 2009 levede to tredjedele af befolkningen i fattigdom. Vanskeligst har landdistrikternes befolkninger det. Ifølge FNs udviklingsprogram (UNDP) lever 85 procent af befolkningen i landsbyerne i fattigdom.
Landet havde en udenlandsgæld på 2,9 milliarder US dollar ved udgangen af 2009. Denne lød på 15,48 milliarder US dollar ved udgangen af 2023. Mere end halvdelen af honduransk eksport går til USA, og pengeoverførsler fra honduranere bosat i USA udgør omkring 20 procent af bruttonationalproduktet (BNP).
Den internationale økonomiske krise og faldet i råvarepriserne, førte honduransk økonomi ind i en depression. I 2008 sank vækstraten med 2 procent i sammenligning med året før. Institutionen Foro Social de Deuda Externa y Desarrollo de Honduras – Socialt forum for Honduras’ udenlandsgæld og udvikling – anslog at økonomien ville blive svækket med 3 procent i 2009, ikke mindst på grund af de økonomiske konsekvenser af kuppet. 180.000 mennesker blev som følge af krisen og kuppet arbejdsløse samme år. Bondebevægelsen Via Campesina meldte om frygt for en udbredt hungersnød i 2010.
| Økonomiske nøgletal       | Værdi        | % af BNP | År, kilde                                                          |
| ------------------------- | ------------ | -------- | ------------------------------------------------------------------ |
| BNP total (Verdensbanken) | 19,6 mrd US$ |          | 2014, Verdensbanken                                                |
| BNP pr. capita            | 2.,368 US$   |          | 2014, Verdensbanken                                                |
| GNI PPP                   | 36,4 mrd US$ |          | 2014, Verdensbanken                                                |
| Konsumpriser              | 9,5 %        |          | 2014, Verdensbanken                                                |
| Arbejdsløshed             | 4,3 %        |          | 2014, Verdensbanken                                                |
| Import                    | 46.9 %       |          | 2014, Verdensbanken                                                |
| Eksport                   | 65.7'%       |          | 2014, Verdensbanken                                                |
| Udviklingshjælp           | 1,3 mrd US$  |          | 2014 Verdensbanken                                                 |
| Emigrantoverføringer      | 3,3 mrd US$  |          | 2015, IFAD / Inter-American Development Bank (NY Times 1.des 2014) |
| BNP per indb.             | 2,368 US$    |          | 2014, UNDP                                                         |

## Departementer
Honduras er inddelt i 18 departementer. Departementerne er yderligere inddelt i 298 kommuner (Municipalidades), som igen er inddelt i 3.731 aldeas, som igen er inddelt i 27.969 caserios.
Indbyggertallet i tabellen nedenfor er fra 2001.
| Departement       | Administrativt center | Indbyggere | Areal (km²) | Kort |
| ----------------- | --------------------- | ---------- | ----------- | ---- |
| Atlántida         | La Ceiba              | 344 099    | 4 251       |      |
| Colón             | Trujillo              | 246 708    | 8 875       |      |
| Comayagua         | Comayagua             | 352 881    | 5 196       |      |
| Copán             | Santa Rosa de Copán   | 288 766    | 3 203       |      |
| Cortés            | San Pedro Sula        | 1 202 510  | 3 954       |      |
| Choluteca         | Choluteca             | 390 805    | 4 211       |      |
| El Paraíso        | Yuscarán              | 350 054    | 7 218       |      |
| Francisco Morazán | Tegucigalpa           | 1 180 676  | 7 946       |      |
| Gracias a Dios    | Puerto Lempira        | 67 384     | 16 630      |      |
| Intibucá          | La Esperanza          | 179 862    | 3 072       |      |
| Islas de la Bahía | Roatán                | 38 073     | 261         |      |
| La Paz            | La Paz                | 156 560    | 2 331       |      |
| Lempira           | Gracias               | 250 067    | 4 290       |      |
| Ocotepeque        | Nueva Ocotepeque      | 108 029    | 1 680       |      |
| Olancho           | Juticalpa             | 419 561    | 24 351      |      |
| Santa Bárbara     | Santa Bárbara         | 342 054    | 5 115       |      |
| Valle             | Nacaome               | 151 841    | 1 565       |      |
| Yoro              | Yoro                  | 465 414    | 7 939       |      |

## Geografi
Uddybende artikel: Honduras geografi
Honduras ligger ud til det Caribiske Hav og det nordlige Stillehav. Klimaet varierer fra subtropisk i lavlandet til tempereret i bjergene.
Honduras landområde består primært af bjerge, men der er også smalle sletter langs kysterne.
Landets naturressourcer er blandt andre tømmer, guld, sølv, kobber, bly, zink, jernmalm, antimon, kul, fisk og vandkraft.

## Kriminalitet
I Honduras er kriminaliteten særdeles udbredt. Mordraten er en af de højeste i verden. I 2013 var mordraten på 84 pr. 100.000, til sammenligning var Danmarks mordrate på færre en 1 pr. 100.000  Dette skyldes bl.a. krigen mellem forskellige bander. 30 % af alle mord i landet skyldes bandekriminalitet.